# Whip-Ma-Whop-Ma-Gate

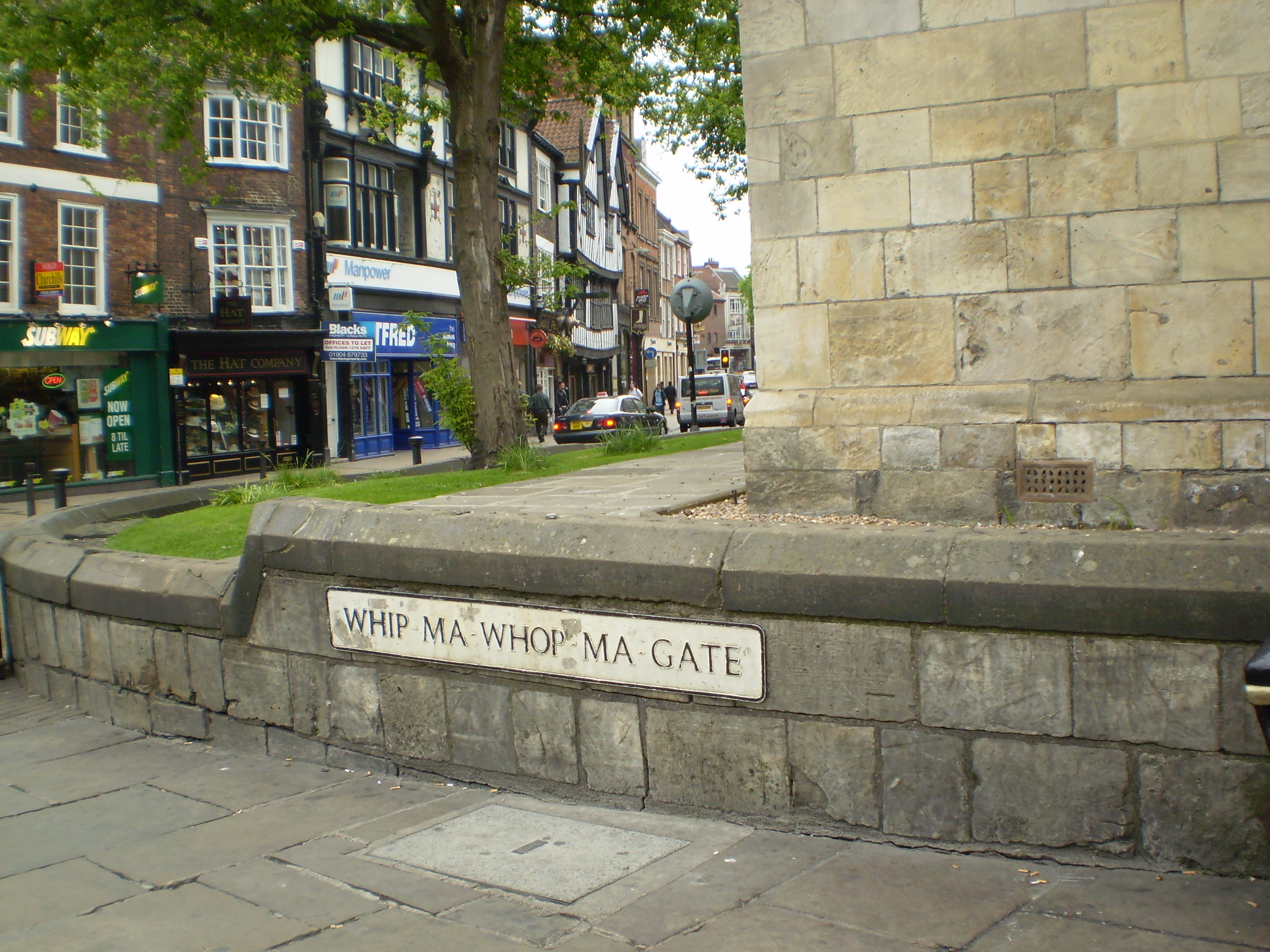
Whip-Ma-Whop-Ma-Gate, Anfang

Lage von Whip-Ma-Whop-Ma-Gate in der Altstadt von York (rote Markierung)

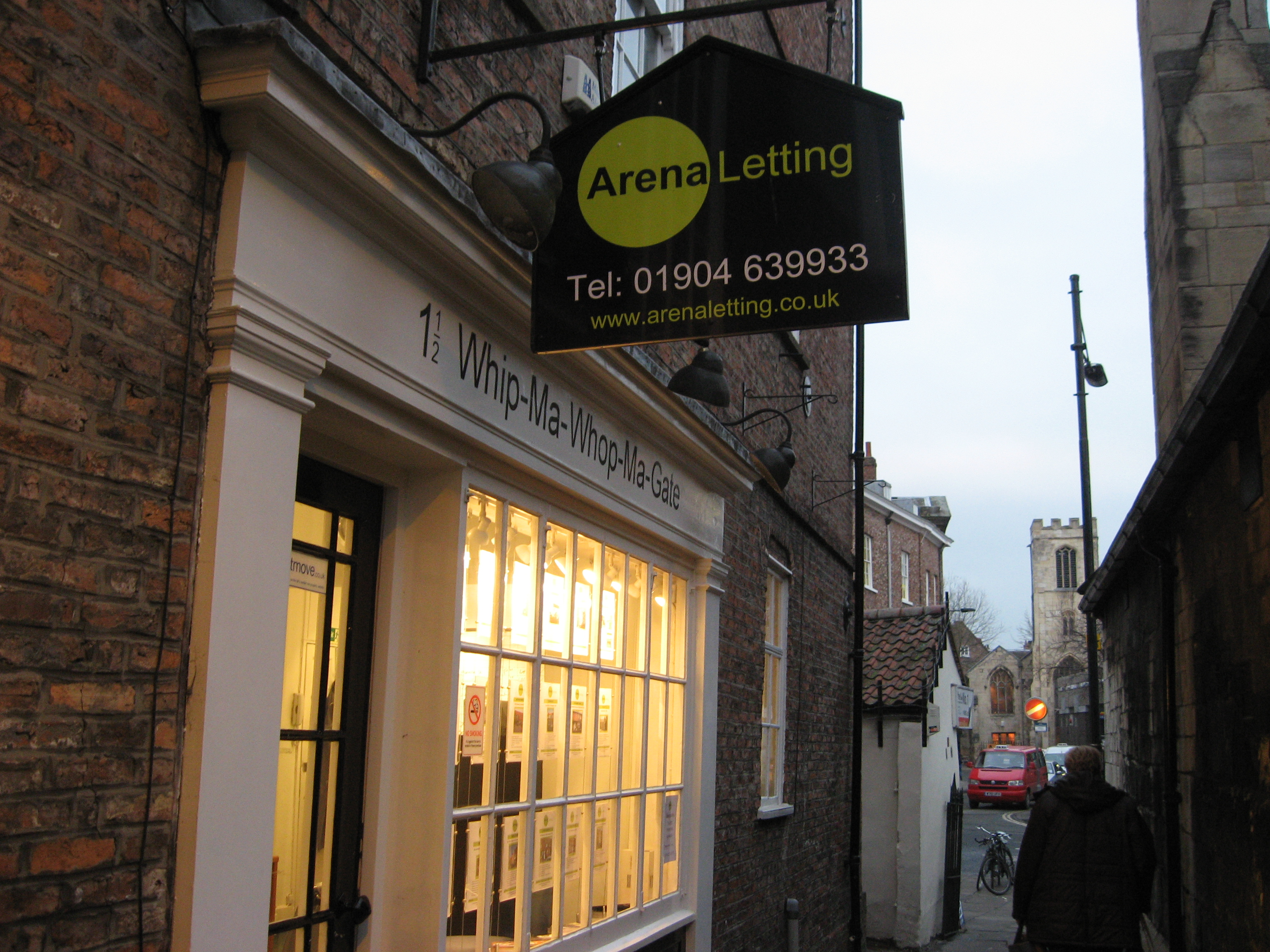
Whip-Ma-Whop-Ma-Gate

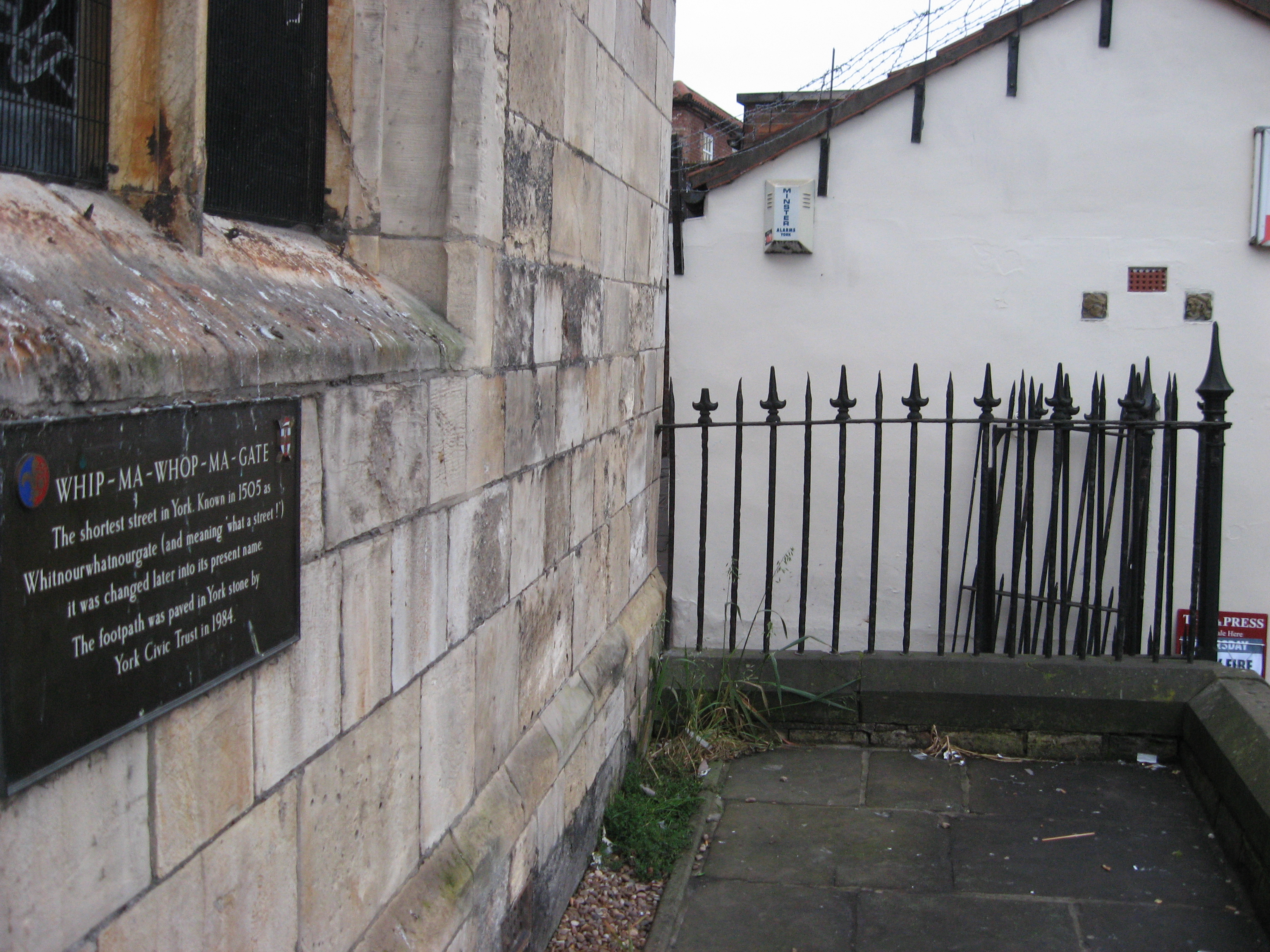
Whip-Ma-Whop-Ma-Gate, Ende

Whip-Ma-Whop-Ma-Gate ist eine der kürzesten Straßen im mittelalterlichen Zentrum der nordenglischen Stadt York. Sie liegt zwischen den Gassen Colliergate und Fossgate und kreuzt die Straßen The Pavement und The Stonebow. In der Straße befindet sich der St Crux Parish Room anstelle der mittelalterlichen Kirche, die dort bis 1887 stand.
Es ist unklar, wie es zum Namen Whip-Ma-Whop-Ma-Gate kommt. Laut einer an der Gasse angebrachten Tafel leitet sich der Name von dem Satz Whitnourwhatnourgate ab, der sinngemäß bedeutet „Was für eine Straße!“. Neueren Erklärungen zufolge bedeutet der Name jedoch „Weder dies noch das“ und stammt aus dem Altenglischen. 
Im Mittelalter befanden sich an dieser Stelle Blöcke, in denen Verbrecher öffentlich eingeschlossen wurden, und ein Pranger, an dem auch Auspeitschungen stattfanden. Dies hat zu der volksetymologischen Deutung (wegen englisch to whip für auspeitschen) geführt, die Straße sei nach dem Pranger benannt, die auch der Grund für die moderne Schreibweise sein dürfte.
Whip-Ma-Whop-Ma hat den Buchtitel eines Romans von Martyn Clayton inspiriert.